# Zgoda w małżeństwie
Zgoda w małżeństwie (oryg. fr. La Paix du ménage) – opowiadanie Honoriusza Balzaka wydane po raz pierwszy w 1830, w 1842 roku włączone do Komedii ludzkiej.

## Czas powstania
Utwór powstał w lipcu 1829 roku. Ukazał się po raz pierwszy w kwietniu 1830 roku w drugim tomie Scen z życia prywatnego, a następnie ponownie u Mame et Delaunay-Vallée w 1832 roku. W listopadzie 1835 roku Balzac wydał go u Mme Béchet w Studiach obyczajowych XIX wieku i ponownie w październiku 1839 roku u Charpentiera. W 1842 roku zamieścił go w pierwszym tomie Komedii ludzkiej

## Treść
Akcja tego opowiadania rozgrywa się w ciągu jednego wieczoru, na balu u hrabiego de Gondreville, w epoce Cesarstwa. Nieznajoma, dama w błękicie, przyciąga spojrzenia dwóch oficerów hrabiego de Montcornet i barona Marcjala de La Roche-Hugon. Obydwaj próbują zaprosić ją do tańca, co staje się przedmiotem zakładu. Marcjalowi udaje się uzyskać u księżnej de Lansac, autorki intrygi, informację o tym kim jest nieznajoma. Ostatecznie udaje mu się również z nią zatańczyć. Ona zaś odzyskuje diament i miłość męża.

## Osoby występujące w utworze
- hrabia de Gondreville – gospodarz balu nie znający pięknej nieznajomej. Jego historia została opowiedziana w Tajemniczej sprawie
- Madame de Grandlieu – nie pojawia się pod tym nazwiskiem w Komedii ludzkiej, po korekcie u Furne’a staje się panią Lansac. Stara ciotka hrabiny de Soulanges, wdowa.
- Baron Marcjal de La Roche-Hugon – młody Prowansalczyk, protegowany Napoleona.
- hrabia de Montcornet – pułkownik gwardii cesarskiej, jedna z najświetniejszych partii w armii, obiekt licznych westchnień. Jego historia została opowiedziana w Chłopach i Kuzynce Bietce.
- Mme de Vaudrémont – młoda, bogata wdowa. Interesuje się Martialem de La Roche-Hugon zdradzając w ten sposób swego kochanka hrabiego Soulanges.
- hrabia de Soulanges – młody mąż, kochanek Mme de Vaudrémont. Zraniony w swych uczuciach przez La Roche-Hugona, godzi się z żoną. Odgrywa ważną rolę w Chłopach.
- hrabina de Soulanges – piękna nieznajoma na balu, „kobieta w błękicie”. Od niespełna trzech lat mężatka, matka małego chłopca, zdradzana przez męża. Jest siostrzenicą księżnej de Grandlieu (de Lansac), słuchając jej rad, odzyskuje na balu od Marcjala diament, podarowany jej przez męża[2].

## Cechy utworu
Zgoda w małżeństwie jest najstarszym po Szuanach i Fizjologii małżeństwa tekstem, który Balzac zamieścił w Komedii ludzkiej. Ta opowieść światowa nie cieszyła się względami krytyki. Była uważana za utwór anegdotyczny, a nawet mierny. Krytycy wskazywali, że Balzac zaadaptował nowelę Dufresny’ego z początku XVIII wieku zatytułowaną L’Aventure du diamant. Sam temat należy do klasycznych w literaturze francuskiej i pojawia się już w Heptameronie Małgorzaty z Nawarry wraz z grą słowną wokół „di-amant”. Istotne znaczenie odgrywa w utworze również wpływ kontekstu historycznego Cesarstwa „błyszczącej epoki”, „czasu bólu i chwały” jak pisał Balzac do księżnej d’Abrantès.
Balzac ukazuje w opowiadaniu jak obyczaje Cesarstwa świadczą o niepewności życia w państwie bez przyszłości, w reżymie wojennym kształtującym swoje jutro na polach bitew, gdzie fortuna jest niestała i trzeba ją zdobywać. Historia pierścionka małżeństwa Soulanges ukazuje tę moralność zdobywców, w istocie rozbójniczą, choć nie pozbawioną odwagi. Diamenty lśnią całym swym pięknem, ukazują się i giną, stanowią bowiem nie tylko łup, ale i ten rodzaj dóbr, które najłatwiej zabrać ze sobą w drogę.